# Tanimachi 4-chome (métro d'Osaka)
Tanimachi 4-chome (谷町四丁目駅, Tanimachi-Yonchōme-eki) est une station du métro d'Osaka sur les lignes Chūō et Tanimachi dans l'arrondissement de Chūō à Osaka.

## Situation sur le réseau
La station Tanimachi 4-chome est située au point kilométrique (PK) 14,3 de la ligne Chūō, entre les stations Sakaisuji-Hommachi et Morinomiya, et au PK 14,2 de la ligne Tanimachi, entre les stations Temmabashi et Tanimachi 6-chome.

## Histoire
La station a été inaugurée le 24 mars 1967 sur la ligne Chūō.

## Services aux voyageurs

### Accès et accueil
La station est ouverte tous les jours.

### Desserte
- Ligne Chūō :
  - voie 1 : direction Nagata (interconnexion avec la ligne Kintetsu Keihanna pour Nara-Tomigaoka)
  - voie 2 : direction Yumeshima
- Ligne Tanimachi :
  - voie 1 : direction Yaominami
  - voie 2 : direction Dainichi

Installations et desserte
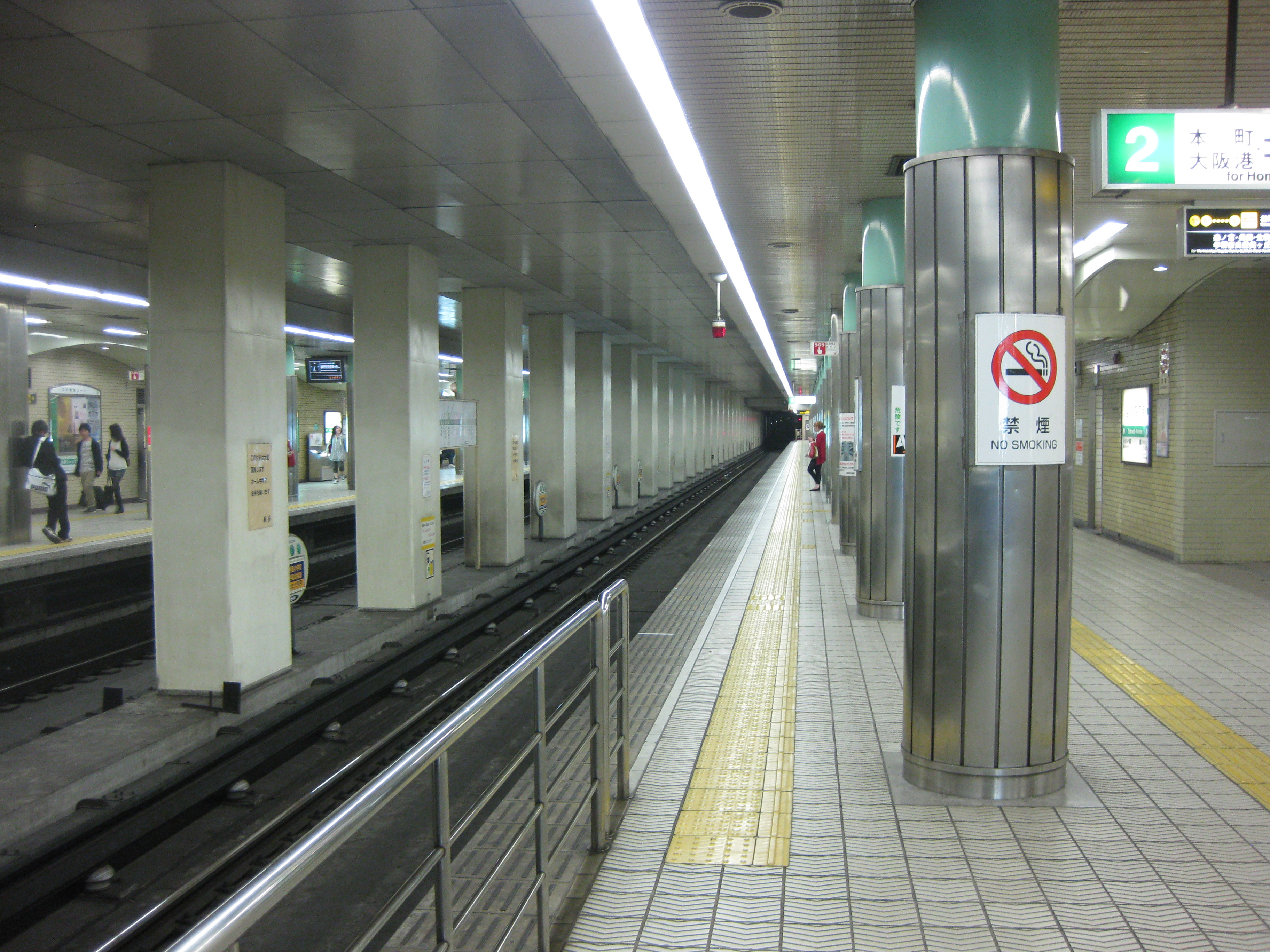
Quais de la ligne Chūō
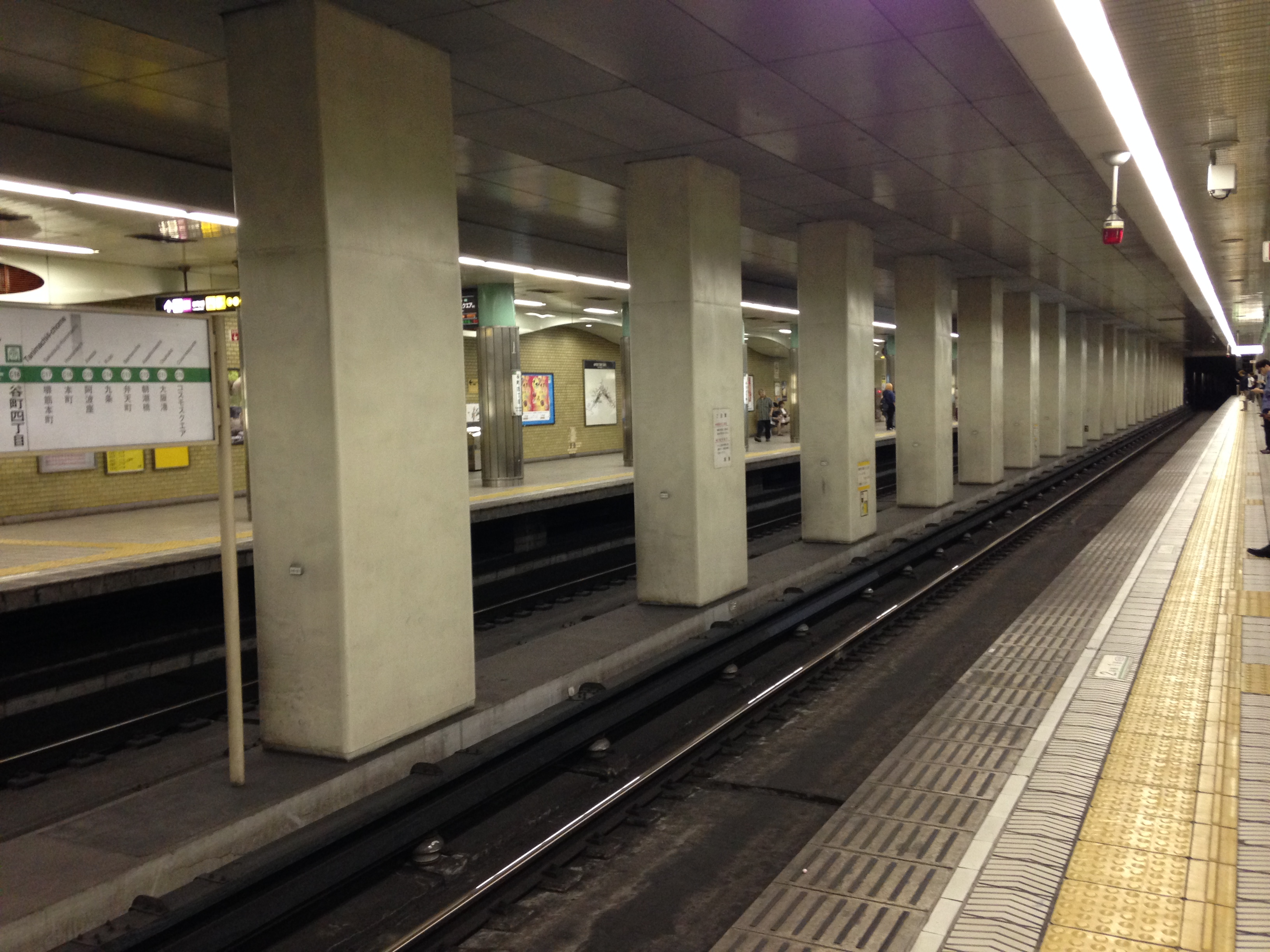
Quais de la ligne Tanimachi

## Dans les environs
- Château d'Osaka
- Hōkoku-jinja
- Bureaux d'Osaka de la NHK
- Différents services administratifs de la préfecture d'Osaka